# Vieux-la-Romaine
Vieux-la-Romaine est un site archéologique, correspondant à la ville gallo-romaine d'Aregenua et situé sur le territoire de la commune de Vieux (Calvados), à une quinzaine de kilomètres au sud de Caen. Fouillée depuis l’époque de Louis XIV, la ville antique fut prospère sous l’Empire romain. Chef-lieu de la cité des Viducasses, Aregenua (nom qui signifiait en gaulois « au-dessus de l’embouchure », en l’occurrence de la Guigne, ruisseau qui se jette dans l’Orne) possédait les monuments et bâtiments qui identifient une capitale gallo-romaine de civitas.

## Histoire

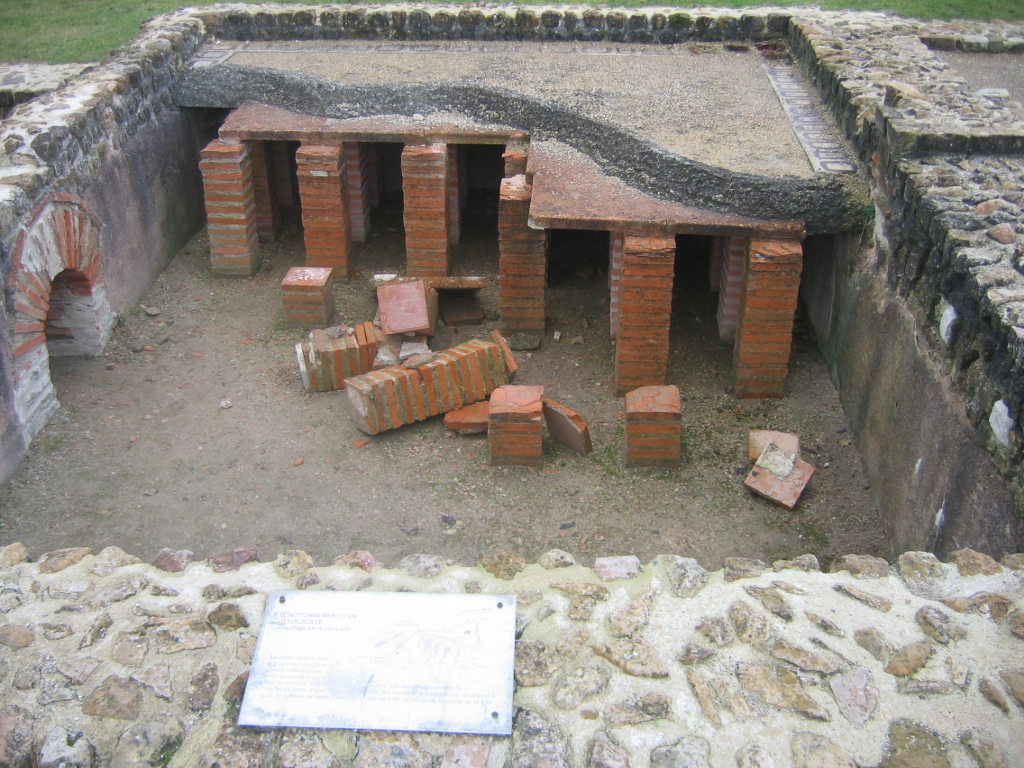
Hypocauste de la maison au grand péristyle.

### Naissance d'une ville gallo-romaine
Créé au Ier siècle apr. J.-C., Aregenua est le chef-lieu des Viducasses, un des peuples de la Gaule lyonnaise. La cité apparaît comme une ville-étape sur la carte de Peutinger. Son âge d’or se situe aux IIe et IIIe siècles. 
On sait grâce aux inscriptions sur le piédestal de statue trouvé sur place (marbre de Thorigny) que la cité avait un statut privilégié du point de vue fiscal, et que ses magistrats étaient de droit citoyens romains. On y apprend la carrière d'un de ses citoyens gallo-romains jusqu'au conseil des Gaules, et la date de construction des thermes entre  220 et 238.

### Le déclin de la cité au Bas-Empire
Très touchée par les premières invasions barbares à la fin du IIIe siècle, Aregenua ne s’entoure pas pour autant d’une enceinte.
Au temps de la christianisation, elle ne devient pas siège d’évêché à la différence de la plupart des autres cités de la future Normandie. Autant de signes ou de causes qui annoncent un déclin de la capitale des Viducasses.
Aregenua n’est toutefois pas abandonnée au Bas-Empire : les archéologues ont constaté de nouvelles constructions de maisons, des restaurations et ont retrouvé des pièces de monnaie et des produits artisanaux, indices du maintien d’un commerce à longue distance. Cependant, il est clair que la ville d’Augustodurum (Bayeux), défendue par un castrum, prend le pas sur Aregenua.

### Abandon du site au Haut Moyen Âge
Au Haut Moyen Âge, les habitants s’installent un peu plus au nord (hameau Saint-Martin) et utilisent les ruines gallo-romaines comme carrière pour construire leurs habitations (exemple : maison des Gaudines). Aregenua n’est plus qu’un simple vicus. C’est la seule capitale de cité de Normandie, avec Lillebonne, qui ne soit pas devenue une ville au Moyen Âge.

## Reconstitution archéologique de la ville

Plan simplifié dAregenua.

Emplacement des différents bâtiments romains dans la ville romaine.

Les fouilles archéologiques ont permis d’esquisser une image d’Aregenua d’autant plus facilement qu’aucune ville moderne n’a recouvert les vestiges gallo-romains. Ce type de condition est assez exceptionnel pour une ancienne capitale de cité (cas de Jublains aussi). La première découverte, le marbre de Thorigny, remonte à 1580. Les premières fouilles ont commencé sur le site en 1697, 45 ans avant celles de Pompéi.

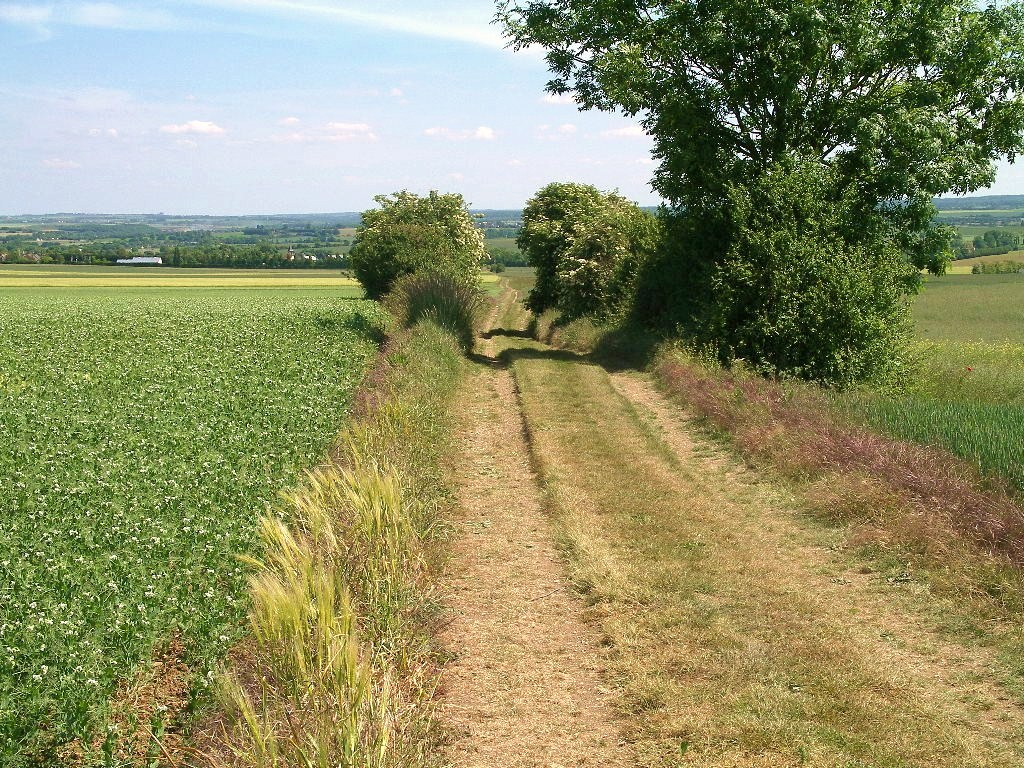
Le Chemin Haussé.

Aregenua se trouve à un carrefour de voies antiques : le Chemin Haussé, identifiée à l'une des voies figurant sur la table de Peutinger reliait Bretteville-l'Orgueilleuse à Jort. Cet itinéraire fut utilisé durant tout le Moyen Âge d'où l'appellation de « Chemin du Duc Guillaume » sur certains cadastres.
Les axes de communication filaient vers le Cotentin, vers les pays de la Loire, vers Lisieux et vers Rouen. Certaines de ses voies formaient le cardo et le decumanus de la cité. Ils n’étaient toutefois pas aussi droits qu’on se l’imagine habituellement.
Les archéologues ont reconnu plusieurs constructions monumentales : 
- un aqueduc ;
- un théâtre romain, d’une taille moyenne (80 mètres de diamètre environ), transformé apparemment en amphithéâtre au IIe siècle ;
- des thermes romains publics. On connaît ses deux fondateurs, deux notables de la ville : Solemninus et son fils Titus Sennius Sollemnis ;
- un sanctuaire dans lequel fut retrouvé un autel à Vénus et à Mars. Ce temple est sous l’actuelle église Notre-Dame. C’est un cas assez rare de continuité entre un lieu de culte païen et un lieu de culte chrétien ;

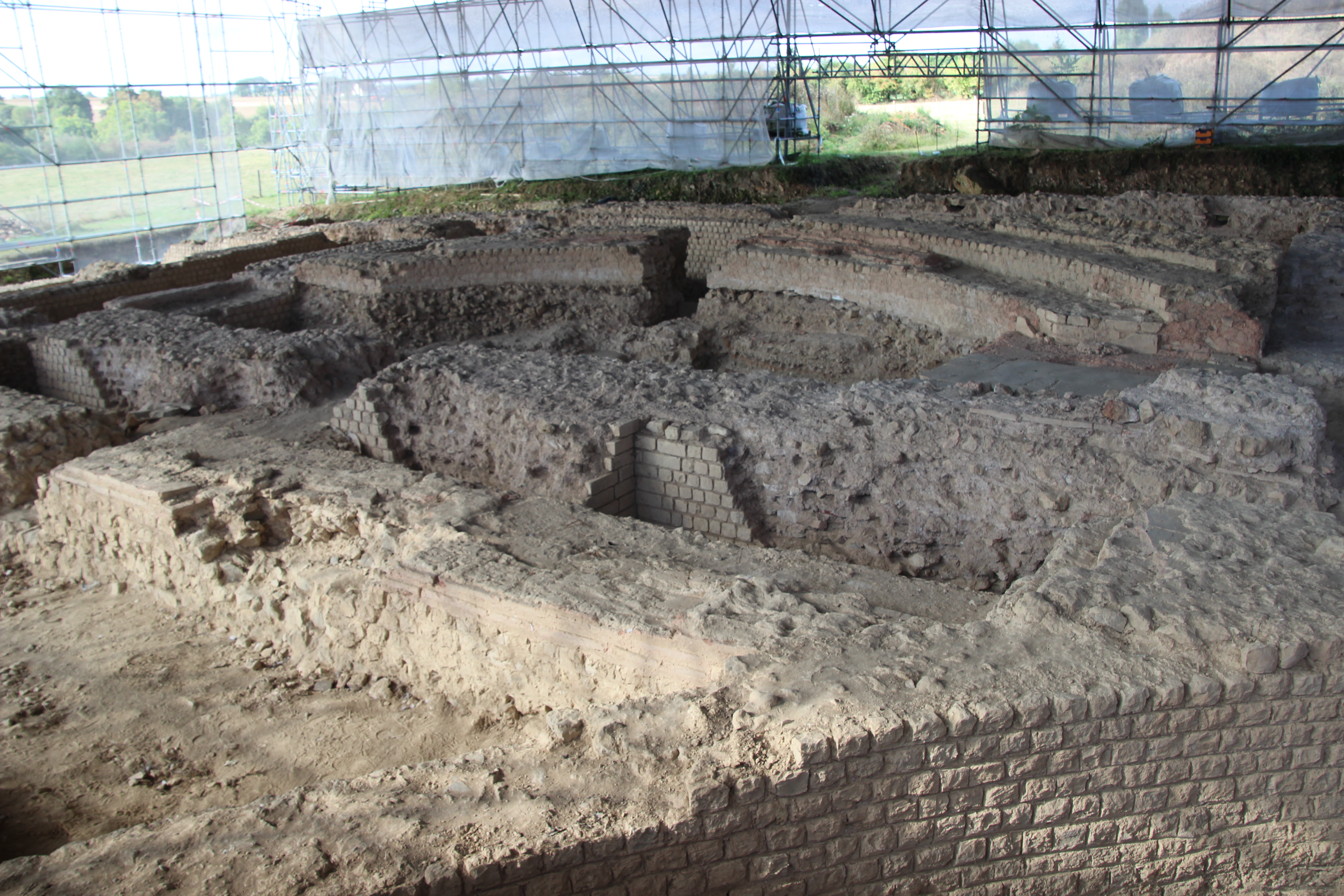
Vue des fouilles du forum, ouvertes au public lors des Journées européennes du patrimoine 2016, dernière saison des fouilles.

- une domus exceptionnelle par son décor. Appelée « maison au grand péristyle », elle fut fouillée en 1988-1991 par P. Vipard. Son plan qui s’étend sur 1250-1 500 m2 s’organise autour d’une cour centrale ornée d’un bassin (impluvium) et entourée d’un péristyle. Un hypocauste assurait le chauffage de plusieurs pièces. La salle d’apparat, la cour et le jardin étaient décorés (fresque d’Achille et Téthys, sculptures bacchiques, colonnes ciselées de motifs végétaux, piliers ornés de bas-reliefs, mosaïques ...). La domus conserve aussi une partie de son dallage d’origine en calcaire. C’est une demeure typiquement méditerranéenne qui prouve l’assimilation de l’architecture romaine par les Gaulois du Nord ;
- une basilique civile et un bâtiment abritant la curie, en cours de fouille

Un quartier artisanal a été repéré au sud-ouest : un atelier de bronzier et des fours de verriers ont été dégagés.
Le musée archéologique de Vieux-la-Romaine, ouvert en 2002, montre les découvertes tandis que la maison au grand péristyle (plus exactement ses vestiges restaurés) est librement accessible.
À partir de plans dressés par la société des antiquaires de Normandie, de récentes prospections aérienne et géophysique ont permis de confirmer, au lieudit « le champ des crêtes », la présence du forum de la ville et de différents édifices publics, thermes, mais aussi curie et probablement basilique civile. Une nouvelle campagne de fouilles a débuté en 2007, qui devrait se poursuivre dans les années à venir pour dégager ces édifices publics encore mal connus pour la cité d'Aregenua.
L'ensemble des vestiges archéologiques retrouvés dans le Bas de Vieux sont inscrits à l'inventaire supplémentaire des monuments historiques (ISMH, 27/06/1988). Les ruines du théâtre gallo-romain quant à elles bénéficient de deux types de protection : les vestiges contenus au lieu-dit du Jardin Poulain sont classés (CLMH, 21/04/1980), alors que ceux retrouvés au lieu-dit de l'école sont seulement inscrits (ISMH, 06/02/1980).